# Hyagnis pakistanus
Hyagnis pakistanus är en skalbaggsart som beskrevs av Stefan von Breuning 1975. Hyagnis pakistanus ingår i släktet Hyagnis och familjen långhorningar.
Artens utbredningsområde är Pakistan. Inga underarter finns listade i Catalogue of Life.